# Suppo al II-lea de Spoleto
Suppo al II-lea (Suppo al III-lea în cadrul genealogiei familiei Supponizilor) (sau Suppone) (d. cca. 879) a fost duce de Spoleto de la anul 871 până la moarte.
Suppo a fost inițial archiminister și consiliarius al împăratului Ludovic al II-lea. În 869-870, el a călătorit la Constantinopol ca missus dominicus imperial, alături de Anastasie Bibliotecarul, pentru a negocia un tratat de pace cu bizantinii. Pe tot parcursul domniei lui Ludovic al II-lea, Suppo a fost cel mai puternic magnat laic de pe teritoriul Italiei.
Suppo a fost membru al familiei Supponizilor și a devenit rudă cu împăratul Ludovic al II-lea, în urma căsătoriei acestuia cu Engelberga, ca și cu Suppo, conte de Parma, Asti și conducător al Mărcii de Torino, cu care era văr. După moartea lui Ludovic, Suppo l-a susținut mai întâi pe Carloman de Bavaria pentru tronul Italiei. După ce Carol cel Pleșuv a obținut coroana, Suppo s-a împăcat cu acesta, dar în februarie 876 el a fost deposedat de Ducatul de Spoleto, în favoarea ducelui anterior, Lambert I.
Suppo a murit cândva între martie 877 (când este amintit într-un document) și august 879 (când o scrisoare a papei Ioan al VIII-lea deplânge moartea sa).
Soția lui Suppo a fost sora ducelui Eberhard de Friuli, cu care a avut un fiu numit Unroch.